# Stomiopera flava
Stomiopera flava là một loài chim trong họ Meliphagidae.